# Harry Meurling
Harry Paul Meurling, född 24 augusti 1878 i Jönköping, död 24 oktober 1938 i Uppsala, var en svensk filosof.
Harry Meurling var son till skomakarmästaren Adolf Meurling. Han avlade mogenhetsexamen i Jönköping 1897, studerade därefter vid Uppsala universitet och blev 1902 filosofie kandidat, 1910 filosofie licentiat, 1928 filosofie doktor och var 1928–1938 docent i praktisk filosofi. Förutom några smärre uppsatser publicerade Meurling endast doktorsavhandlingen Fullkomlighetsbegreppet i Spinozas filosofi (1928), där han analyserar den spinoziska etiken med hjälp av Axel Hägerström och Adolf Phaléns begreppsschema. Han var däremot länge en uppskattad filosofilärare i Uppsala. Meurling är begravd på Uppsala gamla kyrkogård.